# یارشوو
یارشوو (به لاتین: Jaryszewo) یک روستا در لهستان است که در گمینا اوبژتسکو واقع شده‌است.